# 설탕개미
설탕개미는 개미의 한 종으로서, 상대적으로 크기가 크며, 오스트레일리아에서만 산다. 설탕개미라는 이름은 이들이 설탕이 든 음식을 좋아한다는데에서 유래되었는데, 설탕개미는 다른 인간의 음식도 잘 먹는다. 이 개미들이 물면 굉장히 아프다.

## 생김새
설탕개미는 오스트레일리아에서 가장 큰 개미 종에 속하며 지역마다 모양, 색, 크기가 다르다. 지역에 따라 일개미들의 크기는 5mm~15mm 정도이다. 몸은 갈색과 주황의 중간 색이고, 상대적으로 검고 큰 머리에 튀어나온 큰턱을 가지고 있다. 계급에 따라서 설탕개미의 크기는 각각 다르다. 예를 들어, 병정개미는 일반 일개미보다 몸이 상대적으로 크고 큰턱이 더 발달한 것으로서 가려낼 수 있다.

## 분포
설탕개미는 오스트레일리아 전역에서 서식한다. 둥지는 온갖 곳에서 발견이 되는데, 나무 등의 뿌리에 둥지를 짓거나 관목의 가지, 또는 일반 토양에 둥지를 짓는다. 흙에 둥지를 지을 때에는, 개미가 쌓아올리는 흙무더기로서 설탕개미의 둥지의 위치를 쉽게 확인할 수 있다.

## 식성
설탕개미라는 이름과는 달리, 설탕개미가 꼭 설탕이 든 음식만을 먹는 것은 아니다. 설탕개미는 잡식성인데 진딧물이나 매미충 같은 곤충에서 나오는 단물, 초식성 애벌레, 꽃꿀 등을 먹는다. 설탕개미가 먹는 고기는 대부분 죽은 곤충을 둥지로 가져온 것이다.

## 행동

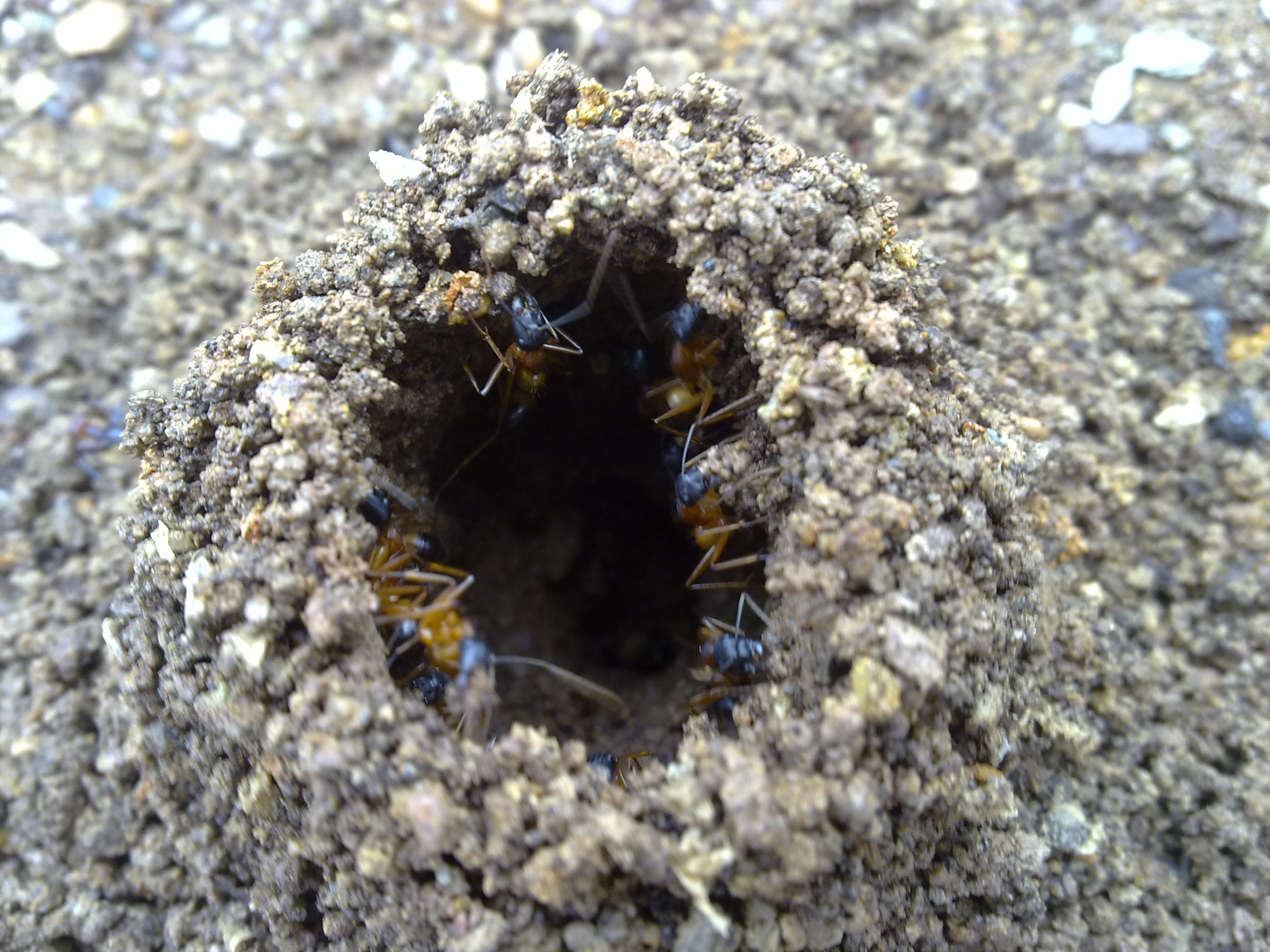
비가 오고 나서 설탕개미들이 둥지 입구를 보수한다.

### 사냥
설탕개미는 주로 야행성이며, 초저녁에 일개미들이 먹이를 찾으러 가는 것을 볼 수 있다. 낮에도 설탕개미 일개미들을 볼 수 있으나, 밤에 더 활발하다. 또한 설탕개미는 따뜻한 계절, 즉 여름인 12~2월(오스트레일리아는 남반구에 위치해 있어 우리와 계절이 반대)에 더 활발하다. 겨울에는 활동성이 상대적으로 낮다.

### 진딧물과의공생
설탕개미는 진딧물, 매미충, 뿔매미, 깍지벌레등에서 나오는 단물을 먹는데, 이중 진딧물이 가장 으뜸이다. 설탕개미는 목축업자들이 소를 다루듯 보호하고 이동시켜준다. 이 공생은 개미와 진딧물 모두에게 도움이 되는데, 진딧물은 보호를 받을 수 있고 개미는 단물을 얻을 수 있다.

### 방어
자극을 받으면, 설탕개미들은 배를 들고 큰턱을 보여 위협하여 침입자를 몰아내려고 한다. 더욱 자극을 받으면 설탕개미들은 개미산을 살포할 수 있다. 설탕개미들의 둥지가 공격되면 수백의 개미가 공격을 개시한다. 설탕개미는 침이 없어서 침으로 공격하지는 못한다.